# Балада про бомбера
Балада про бомбера (рос. Баллада о бомбере) — російсько-українська 8-серійна художня військова сага 2011 року режисера Віталія Воробйова, знята за мотивами однойменної повісті Михайла Веллера «Балада про Бомбера», в свою чергу присвячена льотчику, командиру 12-го гвардійського Гатчинського ордену Суворова ІІІ ступеня дальньобомбардувального авіаполку Миколі Григоровичу Богданову. 
Прем'єра фільму відбулася 25 квітня 2011 року на Першому каналі.

## Сюжет
Друга світова війна. Радянський бомбардувальник Ту-2 збито над територією, зайнятою німецькими військами. Трьом членам екіпажу вдається врятуватися.
Для того, щоб вижити в непростих життєвих ситуаціях нещадної війни, виконати бойове завдання і повернутися до своїх, кожному з них доводиться шукати свій шлях.

### 1 серія
Війна втручається в життя закоханих — Каті і молодого льотчика Андрія Гривцова, розкидавши їх по різних фронтах. Знаходять вони один одного за годину до вильоту на бойове завдання. За розпорядженням командира полку Гривцов повинен закинути Катю з радіостанцією в тил ворога, щоб відновити зв'язок між партизанським загоном і Москвою. Командування ставить перед партизанами завдання: зірвати випробування нових ракет, здатних долетіти до Москви. Намагаючись обійти грозовий фронт, літак Гривцова збивається з курсу і потрапляє під німецький обстріл...

### 2 серія
Андрію і Каті вдається втекти від гонитви. Штурман Лінько потрапляє в табір для військовополонених. Там він приходить до висновку, що для виживання — всі засоби хороші. Опинившись у лісі, Катя і Гривцов встановлюють зв'язок з Москвою. Наказ командування — слідувати в партизанський загін. Капітан Хольт, відповідальний за секретне випробування нової ракети, дізнавшись про рацію, яка запрацювала в лісі, віддає наказ прочесати навколишні села...

### 3 серія
Тікаючи від поліцаїв, Каті та Андрію доводиться розділитися. Катя йде до партизанів. Андрій, прийнявши вогонь на себе, потрапляє у полон. Він опиняється в тому ж таборі, що і його бойовий штурман Лінько. Але Жора Лінько, завербований німцями, вже став командиром загону зрадників «Дельта». За задумом Хольта загін повинен зімітувати втечу, щоб стати приманкою для партизанів. У ніч втечі Лінько вирішує вбити Гривцова...

### 4 серія
Чутки про втечу військовополонених доходять до партизанського загону під командуванням Марії Савчук. Головорізи Лінько прочісують навколишні села, намагаючись вийти на партизанів. Катя впізнає Гривцова на фашистській листівці. Вона прагне, у що б то не стало, побачитися з Андрієм. У цьому їй допомагає розвідник Волошин. Він таємно відводить Катю в село, поряд з яким знаходиться табір військовополонених. Катя дізнається, що Гривцов загинув...

### 5 серія
Катя забезпечує зв'язок з контррозвідкою, яка планує висадку в тилу ворога прославленої диверсійної групи Дерябіна. Завдання групи — спільно з партизанами зірвати випробування ракет Фау-2. Щоб виманити партизанів, Хольт затіває каральну операцію в селі Іллінка. Очолюваний Лінько загін «Дельта» імітує бій з німцями. Партизани приходять на допомогу, але Катя помічає німецьку засідку. Поранений випадковою кулею Лінько опиняється в Бобринській лікарні. Лікар Світлана Пархоменко пропонує йому встановити зв'язок з партизанами.

### 6 серія
Напередодні випробування ракет провалюється партизанський агент Ванда. Замість неї на роботу в комендатуру приходить Катя. Гривцов знищує загін провокаторів «Дельта». В лісі він зустрічає десантників з диверсійної групи Дерябіна, які готуються підірвати залізничний міст і знищити ешелон з ракетами Фау-2. Партизанський зв'язковий Волошин приводить до загону Лінько. Працюючи в комендатурі, Катя серед листів виявляє донос на селянку Єлизавету, яка нібито переховує збитого льотчика. Катя впевнена — це Андрій.

### 7 серія
Командир десантників Дерябін ігнорує розпорядження Москви заарештувати капітана Гривцова. Він відводить льотчику важливу роль в майбутній операції. Катя дізнається точну дату випробувань. З цінною інформацією вона мчить до табору десантників, але зустріч з Андрієм не відбувається... До підриву ешелону все готово, але в останню хвилину ситуація змінюється — операція під загрозою зриву. Гривцов приймає ризиковане рішення і біжить до річки... Десантники і партизани ведуть бій. Зрадник Лінько несподівано бачить Гривцова, свідка своєї зради.

### 8 серія
Група Дерябіна підбирає пораненого Гривцова. Дізнавшись про провал операції, Хольт покінчує життя самогубством. Забравши із сейфу теки з документами, Катя разом зі Світланою Пархоменко направляється до партизанів. В загоні вона зустрічає штурмана Лінько, який повідомляє їй про смерть Андрія. Тим часом, Гривцов повертається до своєї льотної частини, але замість героя він стає зрадником...

## У ролях
- Микита Єфремов — капітан Андрій Костянтинович Гривцов, командир екіпажу Ту-2
- Катерина Астахова — радистка, сержант/молодший лейтенант Катерина Фльорова
- Олександр Давидов — штурман Ту-2, старший лейтенант Георгій Лінько
- Ніна Усатова — Марія Савчук, командир партизанського загону
- Дірк Мертенс — гауптштурмфюрер Хольт, комендант концтабору для військовополонених
- Олег Примогенов — Олексій Олексійович Пархоменко
- Василь Остафійчук — Берія
- Василь Слюсаренко — Микола Волошин, командир розвідників партизанського загону
- Владислав Абашин — Григорій, віруючий партизан
- Борис Каморзін — підполковник Василь Пилипович Бізін, командир авіаційного полку
- Вікторія Толстоганова — Єлизавета Бодіна, вдова
- Олександр Ігнатуша — поліцай
- Тимофій Трибунцев — капітан із особливого відділу
- Наталія Васько — Світлана Олександрівна Пархоменко, лікар
- Єгор Баринов — майор Дерябін, командир диверсійної групи
- Дар'я Єкамасова — Владилена, фельдшер в партизанському загоні
- Олексій Шемес — Анатолій Ряднов
- Вікторія Малекторович — Ванда Гольвег, секретарка Хольта
- Андрій Гусєв — Павло Валентинович Носов, службовий комендатури
- Сергій Калантай — майор фон Ліппе, начальник табору для військовополонених «STALAG 345»
- Станіслав Щокін — капітан Семен Юркін, диверсант із групи Дерябіна
- Борис Георгієвський — старшина, командир розстрільної команди
- Тарас Денисенко — дізнавач в поліцейській управі
- Олексій Зорін — диверсант із групи Дерябіна

## Помилки та історичні невідповідності
- Одним з епізодів кінофільму є знищення радянською розвідувально-диверсійною групою ешелону з ракетами «Фау-2». Між тим, на Східному фронті ракети «Фау-2» німцями не застосовувалися, а їх випробування проходили на території окупованої німцями Польщі, а не на окупованій території СРСР.
- В одному з епізодів фільму згадується, що партизан-сектант «Гриня», який відрізнявся великою фізичною силою, був єдиною людиною в усьому партизанському загоні, здатною переносити 82-мм міномет (і за цієї причини після його загибелі міномет доводиться кинути). Між тим, хоча 82-мм радянський міномет в бойовому положенні важив 61 кг, переносити його в зборі не було необхідності: для перенесення міномет розбирався на три частини — ствол (вага у в'юку — 19 кг), двонога (20 кг) і опорна плита (22 кг).
- У фільмі кілька разів показано пістолет Макарова (ним розмахує член групи Дерябіна перед розстрільною командою і саме він знаходиться у головної героїні весь фільм), який був розроблений лише у 1948 році і почав вироблятися з 1951-го. Можливо, мається на увазі німецький пістолет Walther PP. Але у фільмі показано саме пістолет Макарова.
- Перша серія: на пароплаві грає баян «Восток», який почали випускати лише після війни.
- В третій серії, коли німці роздали їжу полоненим, для того щоб їх сфотографувати, один з німців вбиває крайнього полоненого через те, що він не сміявся. Вбитий червоногвардієць падає. В цей же момент інший німець фотографує тих, що залишилися стояти. І в цьому кадрі тіло вбитого відсутнє.
- У сьомій серії фільму ешелон з ракетою їде по рейках на бетонних шпалах, яких не могло бути в роки війни (до війни застосовувалися і бетонні шпали, поряд з дерев'яними).
- Дія фільму відбувається у 1942 році, а радянські офіцери в золотих погонах, які були введені через рік після цього.
- Зірки на погонах у підполковника Бізіна розташовані з порушенням Статуту стройової служби. Для підполковника це неприпустимо, костюмеру мінус.
- В сцені розстрілу головного героя також нестиковка. Попередню жертву виводять з приміщення і через 10 секунд чутно одиночні постріли з автомата, ніби розстріляли прямо за воротами. А головного героя ведуть кудись далеко, де багато слідів крові на стінах, а розстрілює його аж цілий відділ з гвинтівками. Хоча є сумніви, що в ті часи можна було так просто прорватися вантажівкою крізь ворота до розстрільної команди. А такий супергерой як майор Дерябін, після такої витівки, сам став би до стіни. Явно награна сцена як і весь фільм.
- Бомбер — персонаж комп'ютерної гри. Під час війни в радянській армії бомберів не було.
- В першій серії показано екіпаж із трьох чоловік, тоді як насправді екіпаж Ту-2 — чотири чоловіки.

## Нагороди та номінації
| Рік  | Нагорода                          | Категорія      | Отримувач            | Результат | Примітки    |
| ---- | --------------------------------- | -------------- | -------------------- | --------- | ----------- |
| 2012 | Сеульська міжнародна премія драми | Особливий приз | «Балада про бомбера» | Перемога  | [ 1 ] [ 2 ] |